# Peter Joppich
Peter Joppich (Coblenza, 21 de diciembre de 1982) es un deportista alemán que compite en esgrima, especialista en la modalidad de florete.
Participó en cinco Juegos Olímpicos de Verano, entre los años 2004 y 2020, obteniendo una medalla de bronce en Londres 2012, en la prueba por equipos (junto con Sebastian Bachmann, Benjamin Kleibrink y André Weßels), el sexto lugar en Atenas 2004, en las pruebas individual y por equipos, el quinto en Pekín 2008, en la prueba individual, y el sexto en Tokio 2020, por equipos.
Ganó trece medallas en el Campeonato Mundial de Esgrima entre los años 2002 y 2011, y ocho medallas en el Campeonato Europeo de Esgrima entre los años 2007 y 2019.

## Palmarés internacional
| Juegos Olímpicos   | Juegos Olímpicos        | Juegos Olímpicos  | Juegos Olímpicos    |
| Año                | Lugar                   | Medalla           | Prueba              |
| ------------------ | ----------------------- | ----------------- | ------------------- |
| 2012               | Londres (Reino Unido)   | Medalla de bronce | Florete por equipos |
| Campeonato Mundial |                         |                   |                     |
| Año                | Lugar                   | Medalla           | Prueba              |
| 2002               | Lisboa (Portugal)       | Medalla de oro    | Florete por equipos |
| 2003               | La Habana (Cuba)        | Medalla de oro    | Florete individual  |
| 2003               | La Habana (Cuba)        | Medalla de bronce | Florete por equipos |
| 2005               | Leipzig (Alemania)      | Medalla de bronce | Florete por equipos |
| 2006               | Turín (Italia)          | Medalla de oro    | Florete individual  |
| 2006               | Turín (Italia)          | Medalla de plata  | Florete por equipos |
| 2007               | San Petersburgo (Rusia) | Medalla de oro    | Florete individual  |
| 2007               | San Petersburgo (Rusia) | Medalla de plata  | Florete por equipos |
| 2008               | Pekín (China)           | Medalla de plata  | Florete por equipos |
| 2009               | Antalya (Turquía)       | Medalla de plata  | Florete por equipos |
| 2009               | Antalya (Turquía)       | Medalla de bronce | Florete individual  |
| 2010               | París (Francia)         | Medalla de oro    | Florete individual  |
| 2011               | Catania (Italia)        | Medalla de bronce | Florete por equipos |
| Campeonato Europeo |                         |                   |                     |
| Año                | Lugar                   | Medalla           | Prueba              |
| 2007               | Gante (Bélgica)         | Medalla de oro    | Florete por equipos |
| 2009               | Plovdiv (Bulgaria)      | Medalla de bronce | Florete por equipos |
| 2012               | Legnano (Italia)        | Medalla de bronce | Florete por equipos |
| 2013               | Zagreb (Croacia)        | Medalla de oro    | Florete individual  |
| 2013               | Zagreb (Croacia)        | Medalla de oro    | Florete por equipos |
| 2014               | Estrasburgo (Francia)   | Medalla de bronce | Florete individual  |
| 2015               | Montreux (Suiza)        | Medalla de bronce | Florete por equipos |
| 2019               | Düsseldorf (Alemania)   | Medalla de plata  | Florete por equipos |